# Liste der Kantone im Département Gironde
Das Département Gironde liegt in der Region Nouvelle-Aquitaine in Frankreich. Es untergliedert sich in sechs Arrondissements mit 33 Kantonen (französisch cantons).

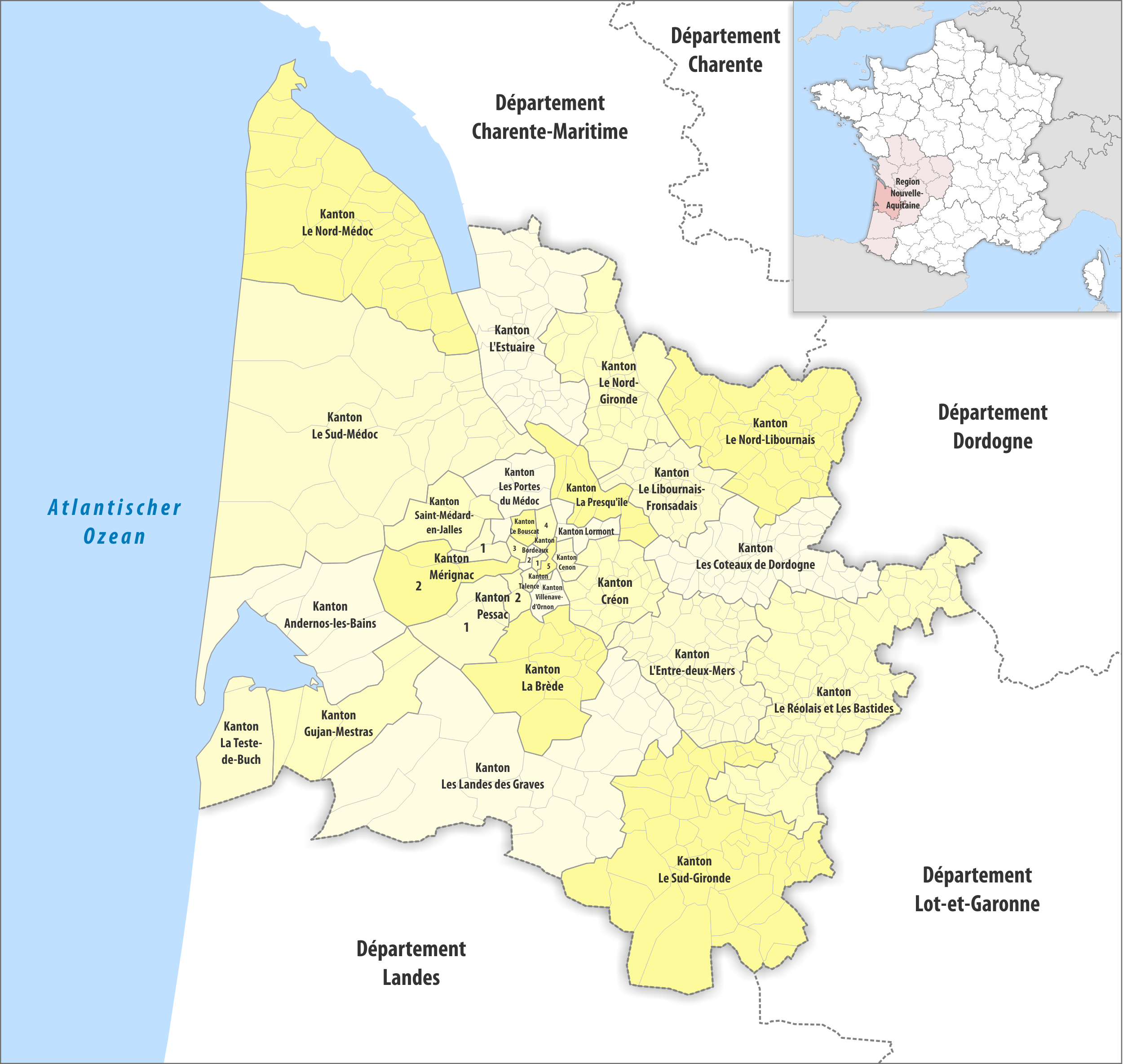
Gemeinden und Kantone im Département Gironde

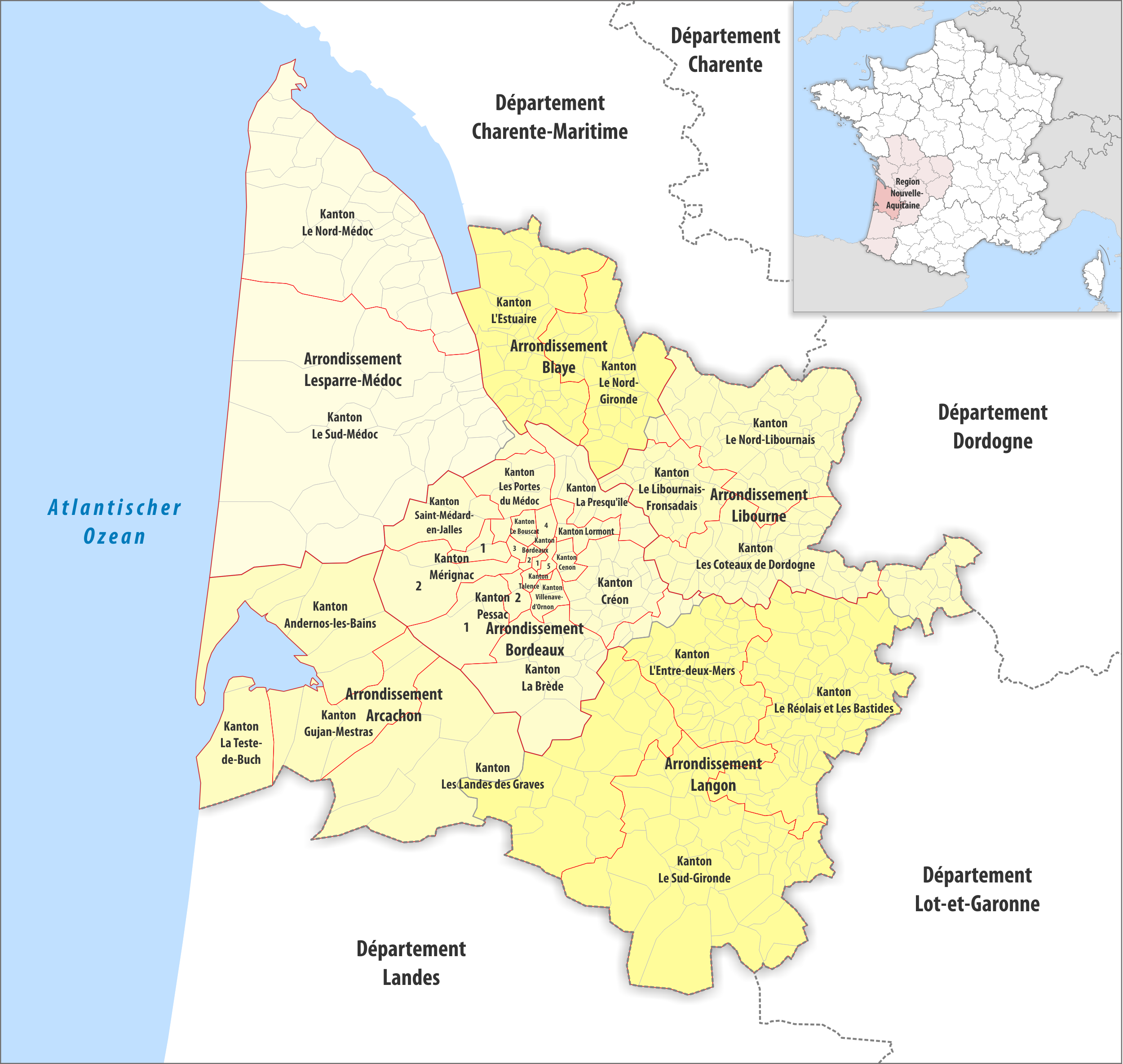
Gemeinden, Arrondissemente und Kantone im Département Gironde

| Kanton                     | Gemeinden | Einwohner 1. Januar 2022 | Fläche km² | Dichte Einw./km² | Code INSEE | Arrondissement(e)        |
| -------------------------- | --------- | ------------------------ | ---------- | ---------------- | ---------- | ------------------------ |
| Andernos-les-Bains         | 6         | 55.310                   | 432,89     | 128              | 3301       | Arcachon                 |
| Bordeaux-1                 | 1⁄5       | 45.173                   | 3,31       | 13.647           | 3302       | Bordeaux                 |
| Bordeaux-2                 | 1⁄5       | 49.696                   | 6,17       | 8.054            | 3303       | Bordeaux                 |
| Bordeaux-3                 | 1⁄5       | 48.394                   | 8,47       | 5.714            | 3304       | Bordeaux                 |
| Bordeaux-4                 | 1⁄5       | 66.340                   | 20,65      | 3.213            | 3305       | Bordeaux                 |
| Bordeaux-5                 | 1⁄5       | 55.725                   | 10,76      | 5.179            | 3306       | Bordeaux                 |
| Le Bouscat                 | 2         | 44.644                   | 19,50      | 2.289            | 3307       | Bordeaux                 |
| La Brède                   | 13        | 47.276                   | 330,14     | 143              | 3308       | Bordeaux                 |
| Cenon                      | 3         | 48.529                   | 21,67      | 2.239            | 3309       | Bordeaux                 |
| Les Coteaux de Dordogne    | 51        | 37.505                   | 398,20     | 94               | 3310       | Libourne                 |
| Créon                      | 23        | 52.860                   | 184,95     | 286              | 3311       | Bordeaux                 |
| L’Entre-deux-Mers          | 56        | 38.249                   | 400,07     | 96               | 3312       | Bordeaux, Langon         |
| L’Estuaire                 | 38        | 42.506                   | 419,29     | 101              | 3313       | Blaye                    |
| Gujan-Mestras              | 4         | 49.249                   | 303,04     | 163              | 3314       | Arcachon                 |
| Les Landes des Graves      | 25        | 49.227                   | 1.113,95   | 44               | 3315       | Arcachon, Langon         |
| Le Libournais-Fronsadais   | 24        | 55.791                   | 206,54     | 270              | 3316       | Libourne                 |
| Lormont                    | 5         | 47.816                   | 41,70      | 1.147            | 3317       | Bordeaux                 |
| Mérignac-1                 | 1 ⁄2      | 53.703                   | 23,76      | 2.260            | 3318       | Bordeaux                 |
| Mérignac-2                 | 2 1⁄2     | 52.593                   | 180,64     | 291              | 3319       | Bordeaux                 |
| Le Nord-Gironde            | 26        | 55.402                   | 382,24     | 145              | 3320       | Blaye, Libourne          |
| Le Nord-Libournais         | 38        | 49.089                   | 526,81     | 93               | 3321       | Libourne                 |
| Le Nord-Médoc              | 28        | 42.420                   | 815,41     | 52               | 3322       | Lesparre-Médoc           |
| Pessac-1                   | 2 1⁄2     | 56.162                   | 141,08     | 398              | 3323       | Bordeaux                 |
| Pessac-2                   | 1 ⁄2      | 59.491                   | 25,08      | 2.372            | 3324       | Bordeaux                 |
| Les Portes du Médoc        | 5         | 64.293                   | 116,34     | 553              | 3325       | Bordeaux                 |
| La Presqu’île              | 9         | 54.510                   | 146,96     | 371              | 3326       | Bordeaux                 |
| Le Réolais et Les Bastides | 89        | 45.578                   | 832,84     | 55               | 3327       | Langon, Libourne         |
| Saint-Médard-en-Jalles     | 3         | 51.479                   | 135,16     | 381              | 3328       | Bordeaux                 |
| Le Sud-Gironde             | 50        | 41.656                   | 1.022,16   | 41               | 3329       | Langon                   |
| Le Sud-Médoc               | 22        | 57.256                   | 1.478,50   | 39               | 3330       | Bordeaux, Lesparre-Médoc |
| Talence                    | 1 ⁄2      | 52.574                   | 9,51       | 5.528            | 3331       | Bordeaux                 |
| La Teste-de-Buch           | 2         | 38.036                   | 187,76     | 203              | 3332       | Arcachon                 |
| Villenave-d’Ornon          | 1 ⁄2      | 66.448                   | 30,06      | 2.211            | 3333       | Bordeaux                 |
| Département Gironde        | 534       | 1.674.980                | 9.975,61   | 168              | 33         | –                        |

## Liste ehemaliger Kantone
Bis zum Neuzuschnitt der französischen Kantone im März 2015 war das Département Gironde wie folgt in 63 Kantone unterteilt:
| Arrondissement | Kantone |
| -------------- | --- |
| Arcachon       | Arcachon, Audenge, Belin-Béliet, La Teste-de-Buch |
| Blaye          | Blaye, Bourg, Saint-André-de-Cubzac, Saint-Ciers-sur-Gironde, Saint-Savin |
| Bordeaux       | Bègles, Blanquefort, Bordeaux-1, Bordeaux-2, Bordeaux-3, Bordeaux-4, Bordeaux-5, Bordeaux-6, Bordeaux-7, Bordeaux-8, Le Bouscat, La Brède, Carbon-Blanc, Cenon, Créon, Floirac, Gradignan, Lormont, Mérignac-1, Mérignac-2, Pessac-1, Pessac-2, Saint-Médard-en-Jalles, Talence, Villenave-d´Ornon |
| Langon         | Auros, Bazas, Cadillac, Captieux, Grignols, Langon, Monségur, Pellegrue, Podensac, La Réole, Saint-Macaire, Saint-Symphorien, Sauveterre-de-Guyenne, Targon, Villandraut |
| Lesparre-Médoc | Castelnau-de-Médoc, Lesparre-Médoc, Pauillac, Saint-Laurent-Médoc, Saint-Vivien-de-Médoc |
| Libourne       | Branne, Castillon-la-Bataille, Coutras, Fronsac, Guîtres, Libourne, Lussac, Pujols, Sainte-Foy-la-Grande |